# Enrique Mateos
Enrique Mateos Mancebo (Madrid, 1934. július 15. – Sevilla, 2001. július 6.) válogatott spanyol labdarúgó, csatár, edző.

## Pályafutása

### Klubcsapatban
1952–53-ban a Plus Ultra, 1953 és 1961 között a Real Madrid labdarúgója volt. A Real Madriddal öt spanyol bajnoki címet és négy BEK-győzelmet ért el. 1961 és 1964 között a Sevilla, 1964–65-ben a Recreativo, 1965-ben a Real Betis, majd ismét a Recreativo, 1965–66-ban Real Betis, 1966–67-ben a Gimnástica játékosa volt. 1968-ban az amerikai Cleveland Stokers csapatában fejezte be az aktív játékot.

### A válogatottban
1957 és 1961 között nyolc alkalommal szerepelt a spanyol válogatottban és három gólt szerzett.

### Edzőként
1975–76-ban a Pegaso csapatánál kezdte edzői tevékenységét. Az 1976–77-es idényben a Cádiz együttesével a második, feljutó helyen végzett a másodosztályban. 1977-ben nyolc élvonalbeli bajnoki mérkőzés után elbocsátották a csapattól. 1978-ban tíz bajnoki mérkőzésen a másodosztályú Deportivo La Coruña vezetőedzője volt. Ezt követően a spanyol harmadosztályban edzősködött. 1982–83-ban a Fuengirola, 1984–85-ben az Orihuela, 1985-ben a Linares, 1987–88-ban a Ronda, 1992-ben az Orihuela szakmai munkáját irányította.

## Sikerei, díjai

### Játékosként
Real Madrid
- Spanyol bajnokság (La Liga)
  - bajnok (5): 1953–54, 1954–55, 1956–57, 1957–58, 1960–61
- Bajnokcsapatok Európa-kupája (BEK)
  - győztes (4): 1956–57, 1957–58, 1958–59, 1959–60

### Edzőként
Cádiz
- Spanyol bajnokság – másodosztály (Segunda División)
  - 2. (feljutó): 1976–77

## Statisztika

### Mérkőzései a spanyol válogatottban
| Spanyolország | Spanyolország      | Spanyolország                          | Spanyolország | Spanyolország | Spanyolország | Spanyolország | Spanyolország | Spanyolország |
| #             | Dátum              | Helyszín                               | Hazai         | Eredmény      | Vendég        | Kiírás        | Gólok         | Esemény       |
| ------------- | ------------------ | -------------------------------------- | ------------- | ------------- | ------------- | ------------- | ------------- | ------------- |
| 1.            | 1957. március 31.  | Brüsszel, Heysel stadion               | Belgium       | 0 – 5         | Spanyolország | barátságos    | 1             | 30'           |
| 2.            | 1957. május 26.    | Madrid, Santiago Bernabéu stadion      | Spanyolország | 4 – 1         | Skócia        | vb-selejtező  | 1             | 11'           |
| 3.            | 1959. június 28.   | Chorzów, Stadion Śląski                | Lengyelország | 2 – 4         | Spanyolország | NEK-selejtező | -             |               |
| 4.            | 1959. november 22. | Valencia, Estadio Mestalla             | Spanyolország | 6 – 3         | Ausztria      | barátságos    | 1             | 77' 79'       |
| 5.            | 1959. december 17. | Párizs, Parc des Princes               | Franciaország | 4 – 3         | Spanyolország | barátságos    | -             | 20'           |
| 6.            | 1960. október 26.  | London, Wembley Stadion                | Anglia        | 4 – 2         | Spanyolország | barátságos    | -             |               |
| 7.            | 1960. október 30.  | Bécs, Práter-stadion                   | Ausztria      | 3 – 0         | Spanyolország | barátságos    | -             | 42'           |
| 8.            | 1961. június 11.   | Sevilla, Estadio Ramón Sánchez-Pizjuán | Spanyolország | 2 – 0         | Argentína     | barátságos    | -             | 46'           |
|               | Összesen           |                                        |               | 8             | mérkőzés      |               | 3             | gól           |